# Maisor
Maisor är en sjö i Storumans kommun i Lappland och ingår i Umeälvens huvudavrinningsområde. Sjön har en area på 1,09 kvadratkilometer och ligger 454,3 meter över havet. Sjön avvattnas av vattendraget Tängvattsbäcken. Maisor ligger omkring 5 kilometer väster om Hemavan.

## Delavrinningsområde
Maisor ingår i det delavrinningsområde (730390-146146) som SMHI kallar för Utloppet av Maisor. Medelhöjden är 500 meter över havet och ytan är 6,71 kvadratkilometer. Räknas de 15 avrinningsområdena uppströms in blir den ackumulerade arean 224,23 kvadratkilometer. Tängvattsbäcken som avvattnar avrinningsområdet har biflödesordning 2, vilket innebär att vattnet flödar genom totalt 2 vattendrag innan det når havet efter 400 kilometer. Avrinningsområdet består mestadels av skog (77 procent). Avrinningsområdet har 1,09 kvadratkilometer vattenytor vilket ger det en sjöprocent på 16,2 procent.